# سیارک ۵۵۶۵
سیارک ۵۵۶۵ (به انگلیسی: 5565 Ukyounodaibu، نامگذاری:1991VN2) پنج هزار و پانصد و شصت و پنجمین سیارک کشف شده‌است که در ۱۰ نوامبر ۱۹۹۱ کشف شد.
قدر مطلق سیارک برابر ۱۱٫۸۰ است.